# 北陀古墓群
北陀古墓群，位于中国广西壮族自治区昭平县北陀乡，为一个省级文物保护单位，类型为古墓葬，为第四批广西壮族自治区文物保护单位，公布时间为1994年7月8日。
北陀古墓群的历史年代为汉。